# Санхедрин
«Санхедрин», также «Сангедрин», ивр. סנהדרין‎, sanhedrin, от греч. συνέδριον, «Синедрион» — букв. «совместное заседание», — трактат в Мишне, Тосефте, Вавилонском и Иерусалимском Талмуде, в разделе Незикин («Ущербы»). Трактат «Санхедрин» вместе со следующим трактатом «Макот» посвящён еврейскому процессуальному, уголовному и уголовно-исполнительному праву.

## Название трактата
Словом συνέδριον у греков называлось всякое собрание должностных лиц, особенно часто — городские магистраты. Под влиянием эллинизации городские советы, выполнявшие в основном политические и судебные функции, были введены и у евреев. Еврейское слово «sanhedrin» изначально представляет собой форму множественного числа и не является прямым заимствованием, но происходит от формы σύνεδροι, «члены собрания», с еврейским окончанием множественного числа -in. Впоследствии это слово стало формой женского рода единственного числа и в этом качестве употребляется в Талмуде. Возможные переводы — «совет», «собрание», «суд», в славянской Библии — «сонм», «сонмище». Благодаря синодальному переводу Библии, в русском языке закрепился греческий оригинал этого слова — «синедрион».

## Предмет рассмотрения

### Законы Торы о судопроизводстве и управлении
В законе Моисея законы, касающиеся власти, управления и судопроизводства, разбросаны по разным местам Пятикнижия, вот некоторые из них:

Во всех жилищах твоих, которые Господь, Бог твой, даст тебе, поставь себе судей и надзирателей по коленам твоим, чтоб они судили народ судом праведным; не извращай закона, не смотри на лица и не бери даров, ибо дары ослепляют глаза мудрых и превращают дело правых; правды, правды ищи, дабы ты был жив и овладел землею, которую Господь, Бог твой, дает тебе.
— Втор. 16:18—20

Не внимай пустому слуху, не давай руки твоей нечестивому, чтоб быть свидетелем неправды.
Не следуй за большинством на зло, и не решай тяжбы, отступая по большинству от правды; и бедному не потворствуй в тяжбе его.
Не суди превратно тяжбы бедного твоего.
Удаляйся от неправды и не умерщвляй невинного и правого, ибо Я не оправдаю беззаконника.
Даров не принимай, ибо дары слепыми делают зрячих и превращают дело правых.
— Исх. 23:1—3, 6—8
.
Заповедь о Верховном суде:

Если по какому делу затруднительным будет для тебя рассудить между кровью и кровью, между судом и судом, между побоями и побоями, [и будут] несогласные мнения в воротах твоих, то встань и пойди на место, которое изберет Господь, Бог твой, [чтобы призываемо было там имя Его], и приди к священникам левитам и к судье, который будет в те дни, и спроси их, и они скажут тебе, как рассудить.
— Втор. 17:8, 9
Заповедь о царе:

Когда ты придешь в землю, которую Господь, Бог твой, дает тебе, и овладеешь ею, и поселишься на ней, и скажешь: «поставлю я над собою царя, подобно прочим народам, которые вокруг меня», то поставь над собою царя, которого изберет Господь, Бог твой; из среды братьев твоих поставь над собою царя; не можешь поставить над собою [царем] иноземца, который не брат тебе…
— Втор. 17:14, 15, и далее

### Уголовные преступления в Торе
В законе Моисея содержится немало запретов, нарушение которых наказывается смертной казнью. В их числе: убийство, похищение человека, оскорбление родителей (Исх. 21:12—17), супружеская измена, кровосмешение, мужеложство, скотоложство (Лев. 20:10—16).
В некоторых случаях прямо указывается вид казни: 
- побивание камнями полагается за проповедь другой религии (Втор. 13:6—11), нарушение шаббата (Чис. 15:32—36), идолопоклонство (Лев. 20:2), колдовство (20:27), богохульство (24:14—16), постоянное непослушание родителям (Втор. 21:18—21), прелюбодеяние с обручённой девушкой (Втор. 22:23, 24);
- сожжение полагается за сожительство с женщиной и её матерью (Лев. 20:14), за блуд дочери священника (Лев. 21:9).

Упоминается обычай повешения казнённых на дереве (Втор. 21:22, 23).
Смертная казнь предусмотрена также по отношению к животным: за убийство (Исх. 21:28—32) и за участие в скотоложстве (Лев. 20:15, 16).

### Процессуальное право в Мишне
Вопросы процессуального права рассматриваются в 1-5 главах трактата. Мишна устанавливает три вида судов.
- Суд из трёх человек — бейт-дин (בית דין). Рассматривает имущественные споры; вопросы, связанные с воровством и нанесением телесных повреждений; случаи изнасилования; а также совращения малолетних; другие случаи нарушения законов Торы, за которые полагались телесные наказания (удары плетью). При рассмотрении гражданских дел судьи могут избираться сторонами дела (третейский суд). Также суд из трёх человек проводит обряды отказа от левирата, выкупа посвящённого имущества и т. п.; устанавливает точную дату начала нового лунного месяца и даты иудейских праздников. В ряде случаев предписывается расширять состав бет-дина.
- Малый Синедрион (סנהדרי קטנה) — региональный суд, состоящий из 23 судей. В полномочия входят нарушения законов, за которые могут присудить смертную казнь, в том числе по отношению к животным. В Мишне 1:6 приводится длинное толкование, почему в уголовном суде должно быть именно такое число членов.
- Великий Синедрион (סנהדרי גדולה) — верховный суд, состоящий из 71 члена (на основании Чис. 11:16, где сказано, что Моисей избрал себе в помощь 70 человек). Основной его функцией было вынесение галахических постановлений. Исключительному ведению верховного суда подлежали: вопросы правоспособности священников и левитов, суд над пророком и первосвященником, осуждение групп народа за идолопоклонство, объявление войны, назначение судей для отдельных колен Израиля, определение границы города Иерусалима и Двора Храма. Кворум для проведения заседания Великого Синедриона составлял 23 человека (Тосефта, 7:1).

Все вынесенные на суд дела должны быть подробно рассмотрены, это выводится из Втор. 13:14: «Разыщи, исследуй и хорошо расспроси». В уголовных делах строго соблюдается презумпция невиновности.

### Уголовное и уголовно-исполнительное право в Мишне
Эти вопросы рассматриваются в 6-11 главах трактата. Для каждого уголовного преступления Мишна устанавливает один из четырёх видов смертной казни.
- Побивание камнями (סקילה). Согласно Мишне, исполнителями казни были свидетели преступления. Приговорённого сбрасывали с высоты двух человеческих ростов; если он оставался жив, на него бросали большой камень; если и после этого оставался жив, его забрасывали камнями все присутствующие. Из стиха «Мужчина ли или женщина, если будут они вызывать мертвых или волхвовать, да будут преданы смерти: камнями должно побить их, кровь их на них» (Лев. 20:27) выводится, что везде, где в Торе без упоминания вида казни говорится «кровь их на них» (например, Лев. 20:11), следует применять побивание камнями. Таким образом, к преступлениям, прямо указанным в Торе добавляются злословие по отношению к родителям, кровосмешение, мужеложство и скотоложство.
- Сожжение (שרפה). Согласно Мишне, производилось путём бросания в рот осуждённого зажжённого фитиля. Гемара толкует слово «фитиль» (פתילה) как «оловянная палочка» и предполагает, что её расплавляли и вливали в рот осуждённому. Мишна категорически отвергает буквальное толкование слова «сожжение», то есть, что осуждённого следовало сжечь на костре — несмотря на то, что и в Мишне и в Тосефте приводится свидетельство о том, что казнь исполнялась именно так.
- Отсечение головы (הרג, букв. «меч»). Эта казнь выводится из стиха о совращённом в идолопоклонство городе: «порази жителей того города острием меча» (Втор. 13:15). Из стиха «Кто ударит человека так, что он умрет, да будет предан смерти» (Исх. 21:12) путём толкования выводится, что убийца должен наказываться также мечом.
- Удушение (חנק) применяется в остальных случаях, т. е. за оскорбление действием в отношении родителей, похищение человека, неподчинение решению верховного суда (только по отношению к учёному), лжепророчество, прелюбодеяние.

Мишна выделяет категорию превентивных наказаний. Именно так толкуется заповедь о наказании непокорного сына (Втор. 21:18—21). Сюда же относится разрешение убить вора на месте преступления Исх. 22:2 и институт необходимой обороны.
Осуждение на смертную казнь в рамках закона не всегда бывает возможно, например, если убийство совершено в отсутствие свидетелей. В таких случаях Мишна предусматривает заключение виновного в тюрьму, где его морят голодом, пока он как бы сам не умрёт (мишна 8:5). За особые случаи святотатства допускается казнь без суда (линчевание, мишна 8:6).

## Содержание
Трактат «Санхедрин» в Мишне содержит 11 глав и 71 параграф. Как и многие другие трактаты, он начинается с числового правила — указывается число членов суда.
- Глава первая устанавливает три вида судов (великий и малый синедрионы и бейт-дин из трёх человек) и рассматривает подсудность дел.
- Глава вторая рассматривает юридический статус первосвященника и царя. Установлено, что первосвященник с юридической точки зрения ничем не отличается от обычного человека. Царь, напротив, занимает особое положение. Он не может участвовать в судебном процессе ни в какой роли: ни как судья, ни как обвиняемый, ни как свидетель.
- Глава третья посвящена гражданскому судопроизводству. Здесь приводится список лиц, которые не могут быть судьями и свидетелями в суде в силу своей профессии или наличия родственных отношений с участниками дела. Также приводятся несколько правил судебной этики.
- Глава четвёртая устанавливает общие принципы уголовного судопроизводства. В главе описано устройство Великого Синедриона.
- Глава пятая рассматривает порядок ведения уголовного дела в суде — от допроса свидетелей до вынесения приговора.
- Глава шестая описывает процедуру казни через побивание камнями.
- Глава седьмая после описания остальных видов казней переходит к рассмотрению преступлений, наказуемых побиванием камнями.
- Глава восьмая посвящена превентивному наказанию. В конце главы описаны случаи, когда допускается убить человека в рамках необходимой обороны: чтобы предотвратить убийство, мужеложство или изнасилование обручённой девушки.
- Глава девятая рассматривает различные виды преступлений: преступления, наказуемые сожжением; убийство; преступления, за совершение которых допускается линчевание на месте.
- Глава десятая рассматривает наказание «совращённого города» (Втор. 13:12—18). Начинается глава с перечисления лиц, которые, подобно жителям совращённого города, не имеют удела в «будущем мире» (עולם הבא). Начало главы цитируется перед принятым в иудаизме субботним чтением трактата «Пиркей авот».
- Глава одиннадцатая посвящена преступлением, наказуемым удушением. В Гемаре десятая и одиннадцатая главы переставлены местами.

## Затрагиваемые темы
Тосефта и Гемара к трактату содержат множество агадических фрагментов.
- В первой главе Тосефты обсуждается вопрос о том, что правильнее — судить строго по закону или приводить стороны к соглашению.
- Во второй главе Тосефты рассматриваются правила добавления к году дополнительного, тринадцатого месяца (введения которого периодически требует структура используемого евреями лунно-солнечного календаря).
- В Тосефте, 4:7,8 обсуждается вопрос о том, каким алфавитом была первоначально написана Тора. Утверждается, что еврейское квадратное письмо предшествовало палеоеврейскому.
- В седьмой главе Тосефты описывается судопроизводство в Иерусалиме. В параграфе 7:11 приводятся семь приёмов толкования торы, применявшиеся Гиллелем.
- В Мишне, 4:5 содержится текст свидетельской присяги, представляющий собой настоящую поэму. Выражение о том, что спасающий одного человека спасает целый мир, стало афоризмом.
- В Тосефте, 12,3 обсуждается вопрос о необходимости наличия в деле вещественных доказательств.